# Работьковская волость
Рабо́тьковская во́лость — упразднённая административно-территориальная единица, существовавшая в составе 2-го стана Дмитровского уезда Орловской губернии с 1861 по 1923 год.
Административным центром было село Работьково.

## География
Располагалась на севере уезда. В настоящее время территория бывшей волости разделена между Дмитровским и Шаблыкинским районами Орловской области.

## История
Образована в ходе крестьянской реформы 1861 года. Около 1880 года к Работьковской волости были присоединены части упразднённых Жихаревской, Островской и Турищевской волостей. Упразднена 14 февраля 1923 года путём присоединения к Волконской волости.

## Населённые пункты
По состоянию на 1877 год волость включала 5 населённых пунктов:
| № | Населённый пункт | Тип населённого пункта |
| - | ---------------- | ---------------------- |
| 1 | Работьково       | село                   |
| 2 | Берёзовка        | деревня                |
| 3 | Кучеряевка       | деревня                |
| 4 | Лобки            | село                   |
| 5 | Лысое            | село                   |